# Jean-François Steiner
Jean-François Steiner (geboren als Jean-François Cohen 17. Februar 1938 in Paris) ist ein französischer Schriftsteller.

## Leben
Jean-François Cohens Vater Isaac Kadmi Cohen (1892–1944) war Rechtsanwalt, zionistischer Aktivist und Schriftsteller, er wurde von den Deutschen 1944 deportiert und im Außenlager Gleiwitz des KZ Auschwitz ermordet. Nach dem Krieg heiratete seine Mutter einen jüdischen Arzt. Dr. Ozias Steiner, der Jean-François und dessen Geschwister Josée (* 1939) und Olivier (1936–2019) im Jahr 1952 adoptierte.
Steiner besuchte das Lycée Louis-le-Grand und hielt sich nach dem Abitur für eineinhalb Jahre in einem Kibbutz in Israel auf. Er studierte danach Philosophie an der Sorbonne mit dem Abschluss Licentiat. Steiner las 1964 einen Vortrag von Abba Kovner aus dem Jahr 1946 zum Thema der jüdischen Passivität angesichts des Holocaust. Er betrieb ein Selbststudium im Centre de documentation juive contemporaine und informierte sich über den zweiten Treblinka-Prozess, der 1964/65 gegen Angehörige der Wachmannschaften in Düsseldorf durchgeführt wurde. Er führte Gespräche mit einigen Überlebenden des KZ Treblinka in Israel.
Steiner veröffentlichte 1966 den Tatsachenroman Treblinka: la révolte d'un camp d'extermination (Treblinka : die Revolte eines Vernichtungslagers), der ein großes Echo hervorrief und neben Übersetzungen in viele Fremdsprachen 160 Auflagen in Frankreich erzielte. Steiner erhielt im Erscheinungsjahr den Prix littéraire de la Résistance. Der Roman ist umstritten, da Steiner die Funktion des jüdischen Sonderkommandos im Vernichtungslager Treblinka beschreibt, das in der von den Deutschen geplanten und gewaltsam durchgesetzten Tötungsmaschinerie eine wichtige Rolle spielte. Steiner wurde für seine Darstellung unter anderem 1968 von dem
Treblinka-Überlebenden Richard Glazar scharf kritisiert.
Im Jahr 1967 heiratete Steiner Grit von Brauchitsch, Tochter des Wehrmachtsoffiziers Bernd von Brauchitsch. Nachdem es eine Zeitlang still um ihn geworden war, erschien er in den 1990er-Jahren erneut in der Presse, als er vergeblich gegen eine gerichtliche Verfolgung des französischen Kollaborateurs Maurice Papon auftrat.

## Schriften (Auswahl)
- Treblinka : la révolte d'un camp d'extermination. Vorworte Gilles Perrault und Simone de Beauvoir. Paris : Fayard, 1966. Übersetzungen und über 160 Auflagen.
  - Treblinka : die Revolte eines Vernichtungslagers. Vorwort Simone de Beauvoir. Übersetzung Marianne Lipcowitz. Hamburg : Stalling, 1966 ISBN 978-3-927170-06-3
- Si Paris.... Paris : Balland, 1970, photographs of Daniel Chaplain.
- Les Métèques. Paris : Fayard, 1970.
- (Herausgeber und Übersetzer): Varsovie 44, l'insurrection. Dokumente. Paris : Flammarion, 1975
- La sémiométrie – Essai de statistique structurale. In Zusammenarbeit mit Ludovic Lebart und Marie Piron. Paris : Dunod, 2003 ISBN 978-2-7021-4681-1